# Andrachne schweinfurthii
Andrachne schweinfurthii är en emblikaväxtart som först beskrevs av Isaac Bayley Balfour, och fick sitt nu gällande namn av Radcl.-sm.. Andrachne schweinfurthii ingår i släktet Andrachne och familjen emblikaväxter. IUCN kategoriserar arten globalt som sårbar.

## Underarter
Arten delas in i följande underarter:
- A. s. papillosa
- A. s. schweinfurthii